# C13H16BrNO2
化学式C13H16BrNO2的化合物（摩尔质量：298.18 g/mol）可以指：
- DOB-FLY，CAS号：219986-75-1
- 7-(4-溴丁氧基)-3,4-二氢-2-喹啉酮，CAS号：129722-34-5
- 5-溴-1,3-二氢异吲哚-2-甲酸叔丁酯，CAS号：201940-08-1
- 4-溴哌啶-1-甲酸苄酯，CAS号：166953-64-6

|  | 这个同类索引页列出了具有相同分子式的化学物（即同分異構體）条目。 除非您是有意链接至本页，否则应将相应条目的内部链接指向正确的条目。 |